# Ekumena

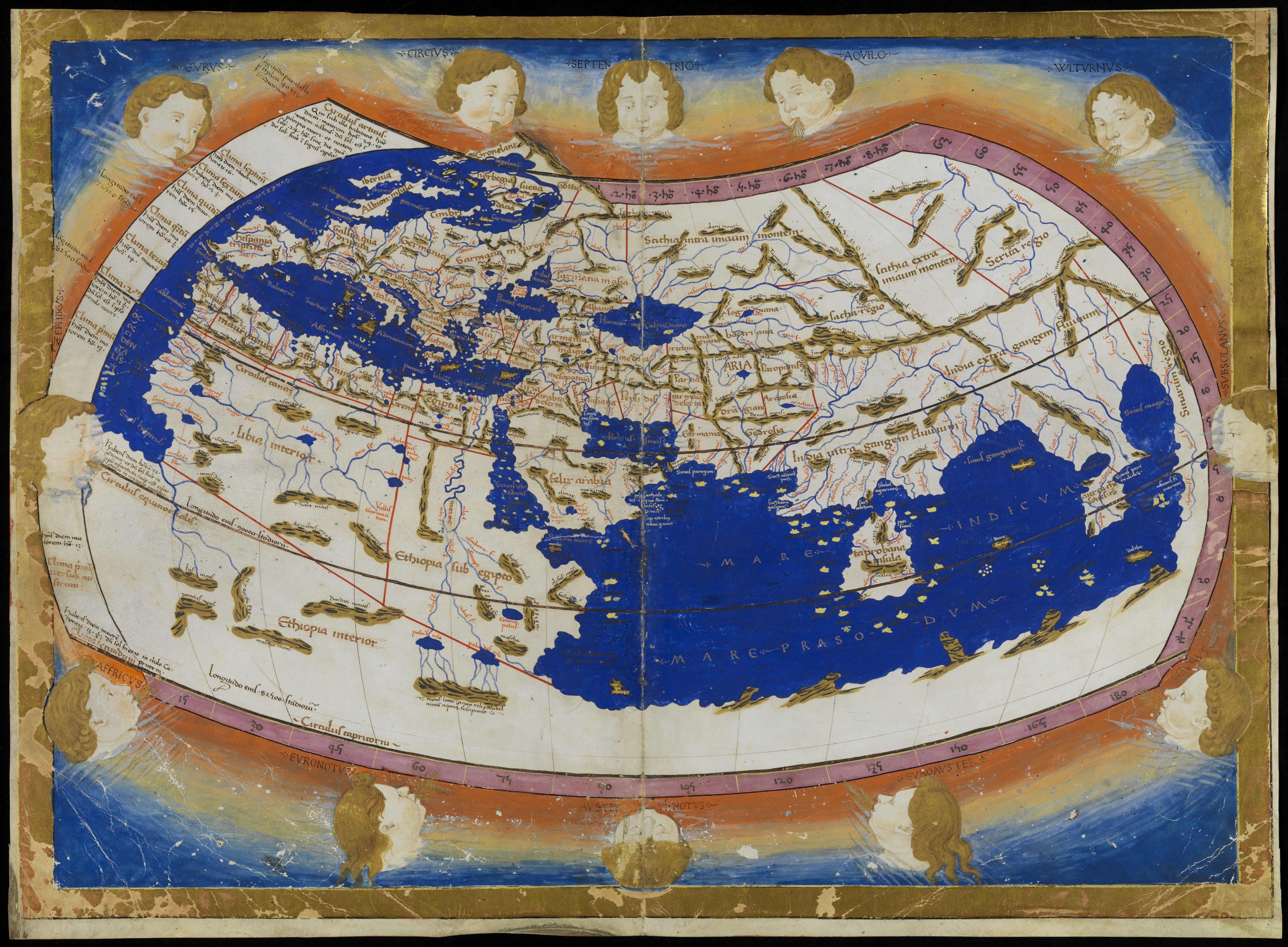
Mapa ekumeny z egzemplarza Geografii Ptolemeusza z XV w.

Ekumena (z stgr. οἰκουμένη oikoumene – świat zaludniony) – obszary na kuli ziemskiej stale zamieszkane i wykorzystywane gospodarczo przez człowieka.
Początkowo za ekumenę uważano tylko obszar znany ludności kręgu śródziemnomorskiego. Obszary nieznane uważane były błędnie za niezamieszkane i nazywano ją anekumeną. Od wielu wieków, zwłaszcza od epoki wielkich odkryć geograficznych, a także wraz z postępem technicznym, ekumena powiększa się kosztem anekumeny.
Obecnie stałe osiedla ludzkie występują między 54° szerokości geograficznej południowej a 78° szerokości geograficznej północnej.